# Dinghoua globularis
Dinghoua globularis är en benvedsväxtart som först beskrevs av Ding Hou, och fick sitt nu gällande namn av R.H.Archer. Dinghoua globularis ingår i släktet Dinghoua och familjen Celastraceae. Inga underarter finns listade.